# 维莱堡
维莱堡（法語：Villers-le-Château，法語發音：[vilɛʁ lə ʃato]）是法国马恩省的一个市镇，位于该省中部，属于香槟沙隆区。

## 地理
维莱堡（48°57'38"N, 4°16'5"E）面积20.94 平方千米，位于法国大東部大區马恩省，该省份为法国东北部内陆省份，北起阿登省，西北接埃纳省，西南接塞纳-马恩省，南至奥布省，东南接上马恩省，东临默兹省。
与维莱堡接壤的市镇（或旧市镇、城区）包括：舍尼耶、孔佩尔特里、科吕、法尼耶尔、马图格、圣吉布里安、圣皮埃尔、蒂比。

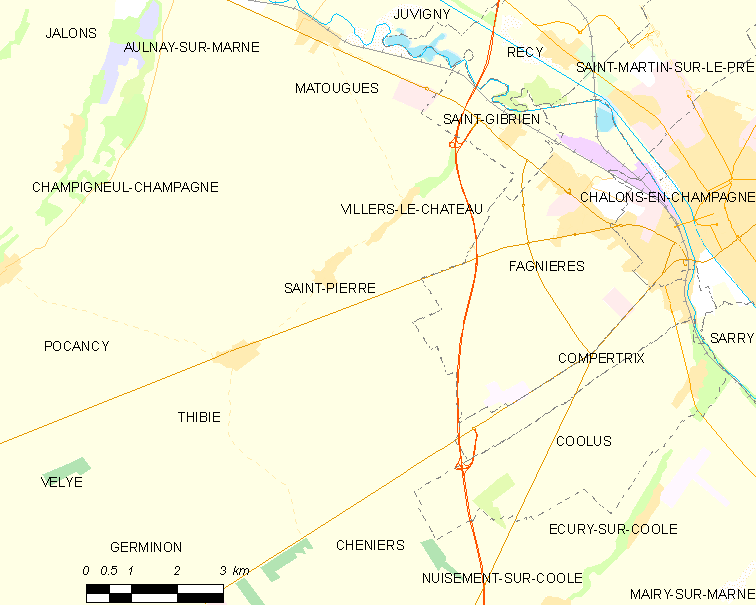
维莱堡的OSM定位图

维莱堡的时区为UTC+01:00、UTC+02:00（夏令时）。

## 行政
维莱堡的邮政编码为51510，INSEE市镇编码为51634。

## 政治
维莱堡所属的省级选区为香槟沙隆第二县。

## 人口

1962-2008年间维莱堡人口变化图示

维莱堡于2022年1月1日时的人口数量为297人。